# Tariq Ramadan
Pour les articles homonymes, voir Ramadan (homonymie).
Tariq Ramadan, né le 26 août 1962 à Genève, est un islamologue et prédicateur suisse d’origine égyptienne.
Petit-fils du fondateur des Frères musulmans, Hassan el-Banna, il est titulaire d'un doctorat de l'université de Genève pour une thèse consacrée au réformisme islamique, ainsi que de sept ijazat en sciences islamiques à l'université al-Azhar du Caire. Ancien professeur titulaire de la chaire d'études islamiques contemporaines à l'université d'Oxford, il donne des cours et conférences au sein de plusieurs universités. Il est auteur de nombreux ouvrages sur le thème de l'islam et l'intégration.
Dans les années 1990, il devient une référence dans certains milieux musulmans. Parfois décrit comme défenseur d'un islam compatible avec les démocraties occidentales, il est aussi une figure controversée : il est accusé par ses détracteurs d'être un adepte du double discours, modéré pour les médias et fondamentaliste pour son public.
En 2017, il est accusé de viol et de harcèlement sexuel par plusieurs femmes, ce qui conduit à sa mise en congé de l'université d'Oxford. En février 2018, il est mis en examen pour « viol » et « viol sur personne vulnérable » et placé en détention provisoire en France ; il reconnaît des relations sexuelles extraconjugales avec les plaignantes et affirme qu'elles étaient consentantes. D'autres plaintes se rajoutent par la suite pour un total de quatre plaignantes. Il est libéré, placé sous contrôle judiciaire et assigné à résidence en France en novembre 2018. En juin 2024, la cour d’appel de Paris renvoie Tariq Ramadan devant la cour criminelle départementale pour des viols sur trois femmes mais écarte une quatrième plainte. Il est reconnu coupable de faits similaires et condamné par la justice suisse en août 2024.

## Biographie

### Origines et enfance
Tariq Ramadan est né en 1962 en Suisse. Dernier enfant d'une fratrie de six, il est le fils de Saïd Ramadan et de Wafa el-Banna. Le couple, originaire de la bourgeoisie égyptienne, s'est réfugié en Suisse en 1954 après l'assassinat en 1949 de Hassan el-Banna, fondateur des Frères musulmans et grand-père maternel de Tariq. Son père fut une figure emblématique des Frères musulmans, dont il a fondé la branche palestinienne. Il est également le frère du prédicateur Hani Ramadan. Celui-ci est interdit de séjour sur le territoire français, pour menace pour l'ordre public, depuis avril 2017, mesure toutefois considérée par Tariq Ramadan comme électoraliste.
En février 2018, une source judiciaire déclare que Tariq Ramadan possède deux passeports, un suisse et un égyptien,,. Selon l'AFP, lors de sa libération le 16 novembre 2018, après ses 10 mois de détention, Tariq Ramadan a été interdit de quitter la France et il « a remis ses passeports suisse et britannique ». D'après Libération, les parents de Tariq Ramadan ont été déchus de leur nationalité égyptienne après leur exil politique à l'étranger, et « selon un ancien membre de l’entourage du clan Ramadan, la famille a vécu avec des passeports pakistanais », le père ayant des liens avec ce pays. Lors d'un interrogatoire de justice en 2019, Tariq Ramadan affirme qu'entre 1962, année de sa naissance à Genève, et 1976, il n'avait pas de papiers et ne pouvait voyager, puis qu'ensuite il a eu un passeport pakistanais, et a finalement été naturalisé suisse en 1984. Selon maître Emmanuel Marsigny, interrogé par Libération en février 2020, Tariq Ramadan possédait seulement deux passeports suisses et il a spontanément remis le second, dont les juges n'avaient pas connaissance, lors de sa sortie de prison.
Durant sa jeunesse, il est décrit comme le moins religieux de sa famille. Sa passion est alors le football : il joue notamment à Collex-Bossy, en deuxième ligue, et au FC Perly, dont il devient l'entraîneur. D'après Le Temps, il aurait pu être professionnel, mais, selon le coentraîneur de Perly, il décroche à la fin des années 1980, lorsqu'il commence à s'intéresser davantage à la religion.

### Études et formation
Tariq Ramadan étudie l'islamologie et la littérature française à l'université de Genève. En 1986, à 24 ans, il se marie à Iman, une Franco-suisse née Isabelle Morisset, d'origine bretonne, convertie à l'islam, avec laquelle il aura quatre enfants,,.
Entre 1988 et 1992, il occupe un poste d'enseignant de français, d'éducateur et de doyen au collège de Saussure, à Genève. D'après Sylvain Besson, du quotidien suisse Le Temps, les élèves l'adorent, et son activisme provoque l'irritation de certains collègues : le soir, il aide les élèves les plus faibles à se préparer au bac et donne des cours pour adultes. Un collègue dit de lui : « Ce qui m’a tout de suite plu chez Tariq Ramadan — que je venais de rencontrer —, c’était la façon dont il parlait de ses élèves ou bien des toxicos dont il s’occupait. Les mots qu’il trouvait étaient justes et résonnaient très fort pour le jeune éducateur français que j’étais. Personne n’anticipait alors son ambition d’être le réformiste de l’islam du XXIe, comme le fut son grand père au XXe ». Un autre professeur, Jean-Michel Olivier, affirme que Tariq Ramadan a été renvoyé de son poste d'enseignant du collège mais sans en préciser la raison qu'il semble pourtant connaitre : « Nous avons travaillé dans le même collège et collaboré souvent ensemble. Jusqu'à ce qu'il se fasse virer pour les raisons que vous savez… ».
D'après Le Temps, l'engagement politique de Tariq Ramadan débute « dans le sillage des mouvements de jeunes des années 1980, Touche pas à mon pote et SOS-Racisme ». Il défend la cause palestinienne et « se lie avec le couple formé par Erica Deuber et Jean Ziegler, qui compteront parmi ses plus importants soutiens politiques ».
Au début des années 1990, il crée l'association Coopération Coup de main, organisant des séjours humanitaires en Afrique, au Brésil, en Inde, pour les jeunes de 15 à 18 ans. Les jeunes donnent des coups de main dans des dispensaires, et Ramadan rencontre avec eux le dalaï-lama, Mère Teresa et Dom Hélder Câmara, le fondateur de la théologie de la libération, René Dumont ou encore l'abbé Pierre,. Selon Ian Hamel, correspondant à Genève du Point, ces rencontres lui auraient permis ensuite d'apparaître comme un modéré, qui a toujours coopéré « avec des chrétiens et des humanistes agnostiques ou athées ».
En 1991, il se rend avec sa femme et ses enfants au Caire afin de poursuivre des cours d'études islamiques. Il s'y lie d'amitié avec l'islamologue François Burgat, qui dit de lui : « Tariq est venu en Égypte pour suivre des cours de sciences islamiques et que ses enfants s’arabisent. Il redécouvrait le terroir social, politique et culturel de son grand-père. Ce genre de retour est compliqué pour tout musulman occidental, quel qu’il soit. Mais pour Tariq s’y ajoutait le fait d’être le petit-fils de Hassan el-Banna, à l’égard duquel il ne semblait cependant pas éprouver de fascination ». Entre 1992 et 1993, Ramadan étudie les sciences islamiques à l’université al-Azhar du Caire,. Il y obtient sept Ijazat (licences dont la détention est obligatoire pour enseigner dans différentes matières islamiques).
Il revient en Suisse en 1994 pour achever une thèse de doctorat débutée en 1990 à l'université de Genève sous la direction de Charles Genequand. Ce dernier refuse cependant de valider la thèse car Ramadan y présente al-Banna comme faisant partie d'un courant réformiste. Il démissionne du jury pour protester contre les pressions de son doctorant, auquel il reproche son arrogance. Un autre jury est formé sous la direction de Reinhard Schultze et la thèse, remaniée, est soutenue et publiée en 1998 sous le titre Aux sources du renouveau islamique : d'al-Afghani à Hassan al-Banna : un siècle de réformisme islamique,,,.
Selon Vincent Geisser, chercheur au CNRS et à Sciences-Po Aix-en-Provence, la religion est pour Tariq Ramadan un « moyen d'accéder au star-system ». Mais sa relation avec les Frères musulmans lui permet d'assoir une légitimité, d'utiliser les réseaux de la confrérie, notamment au Qatar, tandis que les Frères musulmans voient en lui « un produit d'appel pour séduire la jeunesse musulmane ». Selon Camille Neveux, Tariq Ramadan va effectivement émerger dans les années 1990 dans la banlieue de Lyon, « se muant en porte-voix d'une jeunesse musulmane en mal de relais et en quête d'identité ».

#### Thèse de doctorat
D'après Priscilla Fournier, dont le doctorat publié en 2014 porte sur la pensée de Tariq Ramadan, ce dernier affirme dans sa thèse « que la pensée de Hassan al-Banna [s'inscrit] dans une lignée de penseurs qu’il associe au réformisme salafi » et « que la confrérie [des Frères musulmans] ne prônait pas la violence au moment de sa fondation par al-Banna ». Ramadan estime qu'« al-Banna se désolait de voir l’Égypte et les Égyptiens se soumettre à l’influence étrangère et souhaitait voir les peuples musulmans se libérer de [leur] influence [et qu'il] désirait plutôt voir les Égyptiens retourner aux principes de l’islam. » Ramadan voit des éléments communs (et auxquels il s'associe) pouvant regrouper sous la bannière de « réformiste salafi » les pensées distinctes de al-Afghani, Abduh, Rida, al-Banna et Qutb, dont notamment la référence permanente aux sources et à l'identité islamique en adéquation avec le contexte socio-politique, une volonté de conserver l'unité de peuples musulmans, l'éducation sur base de l'identité religieuse mais en respectant le choix des peuples notamment dans la participation aux affaires publiques, et la lutte contre la soumission et la domination étrangères. Selon Ramadan, « c’est l’assassinat d’al-Banna en février 1949, [l'empoisonnement de Qutb] et la violence du régime de Nasser qui expliquent principalement la radicalisation des Frères. L’évolution de l’action et de l’idéologie des Frères musulmans, tout comme pour le mouvement réformiste en général, est indissociable de la manière dont ils ont été traités par les États, notamment l’Égypte ».
D'après le journaliste Mathieu Magnaudeix, cette thèse « [a] été jugée en Suisse trop hagiographique et historiquement douteuse, ce qui lui [a] fermé les portes des universités prestigieuses ». Natacha Tatu rapporte que son premier directeur de thèse, Charles Genequand, professeur de philosophie, spécialiste du monde arabe médiéval, jugeant que la thèse est « une compilation de textes encyclopédiques, du copié-collé enveloppé dans un discours apologétique » et s'efforce de présenter Hassan al-Banna dans un mouvement réformiste de l’islam, « en camouflant sa vision au contraire très conservatrice », non seulement refuse de valider la thèse, mais démissionne du jury. Ian Hamel rapporte que le second directeur de thèse, Ali Merad, affirme avoir été menacé d'une plainte s'il n'obtenait pas son doctorat : « J'ai été directeur de thèse pendant près de quarante ans. Je n'ai jamais vu un étudiant se conduire de la sorte ».
Selon Tariq Ramadan, Charles Genequand aurait en réalité validé sa thèse et aurait même été prêt à en préfacer la publication chez Bayard mais ce serait à la suite d'une vexation personnelle et à un désaveu par deux membres du jury qu'il aurait démissionné avec Ali Merad et un autre collègue. La faculté aurait alors remplacé ces derniers par Reinhard Schulze (de), selon lui un « des plus grands spécialistes de l'islam contemporain » ainsi que par les professeurs Bruno Étienne et Richard Friedli[source insuffisante]. Selon Ian Hamel, c'est à la suite de l'intervention de Jean Ziegler et de son épouse Erica Deuber-Ziegler ainsi qu'à des menaces de poursuites judiciaires,, que le second jury est formé.
La thèse, expurgée cette fois-ci de passages jugés trop tendancieux est validée par le second jury, composé de Philippe Borgeaud, Bruno Étienne, Reinhard Schulze, Richard Friedli et Sylvia Naef. Un membre reste néanmoins dubitatif : « beaucoup de choses dans la thèse me paraissent désagréables, le côté apologétique, les faux-fuyants sur la violence des Frères musulmans, par exemple »,. Elle est publiée chez Bayard en 1998 sous le titre Aux sources du renouveau islamique : d'al-Afghani à Hassan al-Banna : un siècle de réformisme islamique,,,.

### Carrière professionnelle
À partir de 1992, il donne des conférences en France, comme en 1993 au congrès de l'Union des organisations islamiques de France (UOIF).
Le 12 octobre 1994, présenté comme un « imam », il participe à l'émission La Marche du siècle. Ses livres, une trentaine, traduits en dix langues, et ses cassettes audio connaissent une diffusion croissante. Selon Sylvain Besson, il s'impose alors comme le porte-parole de la jeunesse musulmane. Selon Said Branine, créateur du site d’information Oumma.com, « Tariq Ramadan a rendu fiers beaucoup de jeunes musulmans français qui se sentaient floués. Or la fierté, c’est une arme de séduction massive ».
Les conférences s'enchaînent, d'abord en Europe, puis à l'échelle internationale. Selon Europe 1, Ramadan adapte son discours selon son public, se définissant parfois comme « salafi », parfois non, ce qui lui vaut des accusations de « double discours »,. D'après Le Temps, Tariq Ramadan « insiste sur la nécessité pour les musulmans de s'intégrer en Occident, tout en prônant une vision littérale des textes islamiques », s'inquiétant notamment du relâchement des mœurs en Occident. Le Figaro le décrit comme « une rare figure médiatique et populaire de l'islam en Europe ».
En 1994, il crée l'association Musulmans, Musulmanes de Suisse (MMS).
Lors des attentats islamistes de 1995 en France, il est interdit de séjour sur le territoire français, en raison — selon Sylvain Besson du Point — de sa proximité avec les Frères musulmans. Le ministre de l'Intérieur de l’époque, Jean-Louis Debré, déclare a posteriori que le Gouvernement avait « de bonnes raisons de le faire », alors que le Centre islamique de Genève, point d'ancrage de la famille Ramadan, est suspecté de servir de plaque tournante au Front islamique du salut (FIS) et du Groupe islamique armé (GIA). Il est alors soutenu par le Collectif des musulmans de France. L'interdiction est levée quelques années plus tard,.
Il est membre de la « Commission laïcité et islam » de 1997 à 2000, un groupe de réflexion créé sous l'impulsion notamment de la Ligue de l'enseignement.
Il est ensuite professeur contractuel de français au collège de Saussure pendant plusieurs années, durant lesquelles il donne en parallèle des conférences sur sa vision de l'islam.
Entre 2002 et 2004, il est, à l'université de Fribourg, « engagé en qualité de chargé de cours dans le domaine des sciences des religions au sein de la Faculté des lettres […] lié par un contrat portant sur une heure hebdomadaire d’enseignement de l’islam » — ce qui lui aurait permis, selon Ian Hamel correspondant à Genève du journal Le Point, d'« usurper le titre de professeur d’université ». Tariq Ramadan dispense ses cours bénévolement, ayant demandé à l'université de reverser sa rémunération annuelle de 6 400 euros au profit de l'association Musulmans et musulmanes de Suisse, dont il est président.
En 2004, l'université Notre-Dame-du-Lac (catholique), à South Bend (Indiana) lui offre une double chaire permanente de sciences islamiques. Mais il est finalement frappé d'une interdiction de visa par les États-Unis. Il est également attaché au Joan B. Kroc Institute pour traiter des relations entre les religions, des conflits et de la promotion de la paix).
En 2005, à la suite des attentats de Londres du 7 juillet, Tariq Ramadan est invité à participer à un groupe de réflexion lancé par le Premier ministre, Tony Blair, sur le problème de l'extrémisme islamique au Royaume-Uni. Le ministre du gouvernement Blair Denis MacShane déclare : « Avec son charme, son calme, son accent français délicieusement suisse, Tariq Ramadan était vu comme une alternative aux prédicateurs ultra durs qui prêchaient le djihad. Ramadan a très bien su utiliser la crainte de la Grande-Bretagne d'être accusée d'islamophobie pour infiltrer l'establishment. Quand j'ai commencé à découvrir ses propos antidémocratiques et antifemmes et sa détestation des Juifs, j'ai alerté mon ami Timothy Garton Ash – un grand professeur, mais en vain ».
La même année, il obtient une bourse universitaire pour intégrer en tant que professeur invité le centre d'études proche-orientales du St Antony's College de l'université d'Oxford. Il y est professeur titulaire de la chaire d'études islamiques contemporaines. D'après Haoues Seniguer, maître de conférences à Sciences Po Lyon, c'est « au prédicateur Youssef al-Qaradâwî que Tariq Ramadan doit en partie sa nomination en tant que professeur en études islamiques contemporaines au St Anthony’s College. » Tariq Ramadan s'en défend. Selon lui, bien que cette chaire ait été initialement financée par la Fondation du Qatar, « ni le Qatar n'est proche de moi, ni moi je ne suis proche du Qatar » ; et « la chaire d’Oxford est une chaire permanente, que le Qatar a certes financée, mais dont la gestion est sous l’autorité exclusive d’Oxford ». Le 7 novembre 2017, alors qu'il doit se défendre de deux plaintes pour viol en France et d'abus sexuel sur des mineures en Suisse, « d’un commun accord et avec effet immédiat », Tariq Ramadan est mis en congé de son poste de professeur d'études islamiques contemporaines à l'université d'Oxford.
En 2009, paraît son livre Mon intime conviction, vendu à 35 000 exemplaires.
Il est président du think tank European Muslim Network, membre de l’Union internationale des savants musulmans, et a siégé au sein du groupe consultatif sur la liberté de religion ou de croyance du bureau des Affaires étrangères et du Commonwealth — « présidé par Sayeeda Warsi, alors secrétaire d’État chargée des Affaires religieuses et des Minorités, celui-ci comprenait une quinzaine de spécialistes des questions de liberté confessionnelle, dont des associations comme Human Rights Watch et Liberty ».
Depuis 2011, il est directeur du Centre de recherche sur la législation islamique et l’éthique (CILE), fondé en 2011, au sein de la Faculté des études islamiques, à Doha (Qatar), professeur invité à la même faculté qatari, à l’université Mundiapolis (Maroc), où il enseigne la philosophie, et chercheur à l’université Dōshisha (Kyoto, Japon),,,. Selon Omero Marongiu-Perria, Docteur en Sociologie, l'époque où Tariq Ramadan s'investit dans ses activités au Qatar correspond à une baisse de son influence, ses audiences vidéo diminuant, ainsi que l'affluence dans ses conférences. Certains responsables associatifs critiquent un décalage entre ses discours et ses actes. Par exemple, Tariq Ramadan demande aux associations de se dispenser des financements du Qatar, tout en fondant lui-même un centre au Qatar financé par les autorités qatariennes. Selon Hanan Ben Rhouma, rédactrice en chef du site d'informations sur l'islam SaphirNews, à mesure que Tariq Ramadan se tourne vers le grand public et l’international, son audience diminue auprès des sphères militantes.
Fin janvier 2018, pour Ian Hamel du Point, Tariq Ramadan ne serait plus le bienvenu au Qatar après ses mises en examen pour viols, qui nuiraient à l’« image de l'émirat ». Antonio Amaniera, responsable du site Worldnewsmedias.com dédié au Qatar, affirme que « selon mes sources à Doha, cela va encore plus loin : Ramadan serait interdit de séjour. On lui a vivement conseillé de ne plus mettre les pieds dans l'émirat afin d'éviter de gros ennuis. » Tariq Ramadan se rendait une ou deux semaines par mois dans le Golfe, et il reste, officiellement, directeur du « Centre de recherche sur la législation islamique et l'éthique » au Qatar.
Début avril 2019, la presse, se basant sur une note du service de renseignement Tracfin, révèle que Tariq Ramadan a perçu, en qualité de consultant, des versements mensuels de 35 000 euros de la Qatar Foundation alors qu'il a toujours prétendu dispenser ses conférences bénévolement. Ainsi, Tariq Ramadan a rapatrié de son compte qatari 590 000 euros le 1er juin 2017, ce qui lui a permis de s'acheter un duplex sur la butte Montmartre à Paris. D'après un article du Point du 4 avril 2019, ses frais d'avocats dans les affaires de viols seraient d'environ 500 000 euros depuis un an.
À partir de 2021, Tariq Ramadan publie des recueils de poésies, dont certaines sont déclamées par lui et mises en musique.

## Affaires judiciaires

### Accusations de viols et harcèlements

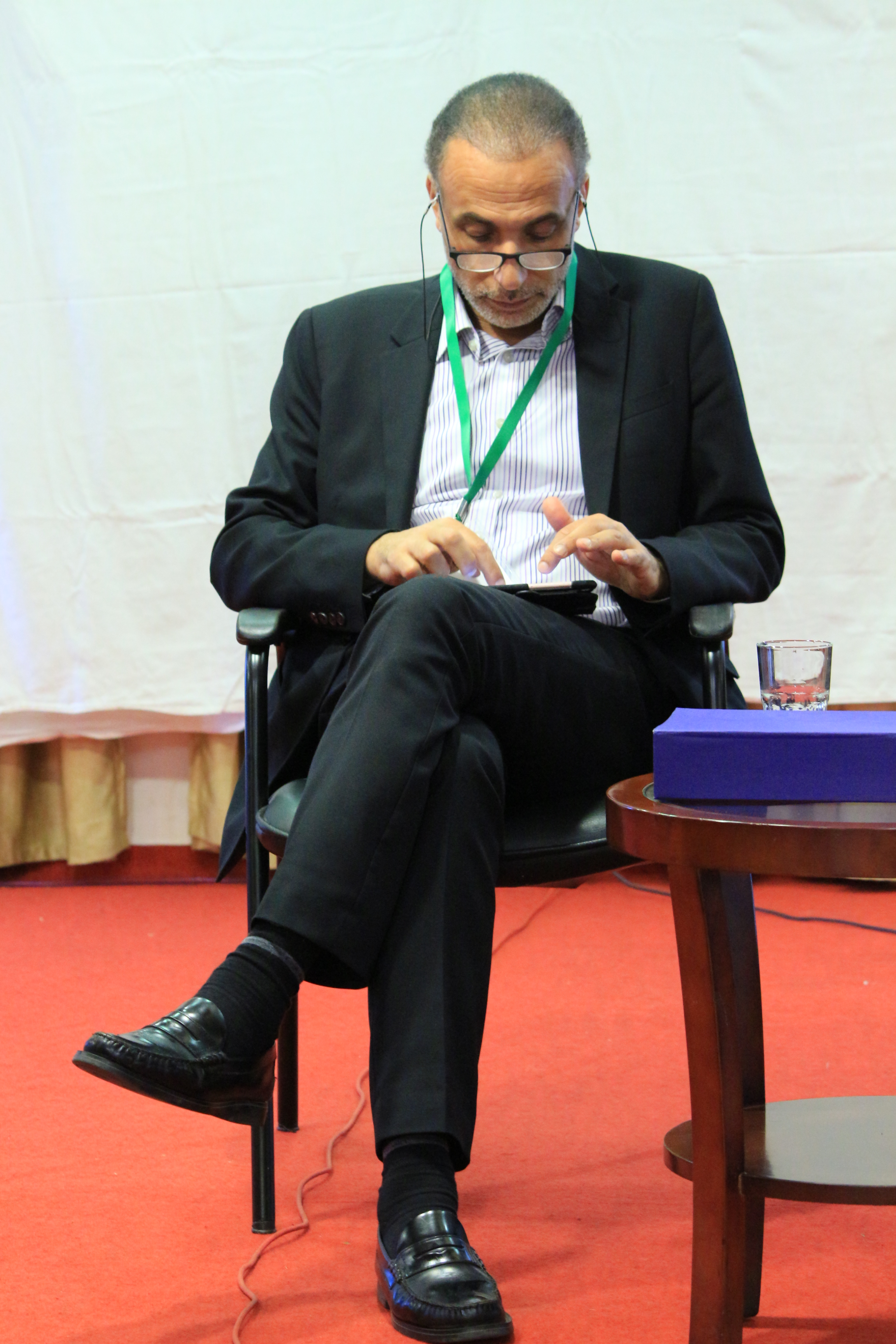
Tariq Ramadan en décembre 2017, quelques semaines avant son placement en détention provisoire.

#### En France
Le 20 octobre 2017, Henda Ayari porte plainte contre Tariq Ramadan pour « des faits de viol, d'agressions sexuelles, violences volontaires, harcèlement, intimidation »,,. Tariq Ramadan conteste l'accusation le 21 octobre et son avocat annonce le dépôt d'une plainte pour dénonciation calomnieuse. Le 24 octobre 2017, une nouvelle plainte, similaire à la première, est déposée par une deuxième femme,,. Cette affaire survient dans le sillage du scandale de l'affaire Weinstein, qui a été suivie en France par la campagne #BalanceTonPorc sur Twitter, incitant les femmes victimes de harcèlement ou d'abus sexuel à se manifester.
Le 31 janvier 2018, Tariq Ramadan est placé en garde à vue après avoir été entendu par la police judiciaire de Paris.
Le 2 février, il est mis en examen pour « viol » et « viol sur personne vulnérable » et incarcéré à la maison d'arrêt de Fleury-Mérogis,.
En mars 2018, une troisième femme, Mounia Rabbouj, porte plainte pour viols contre Tariq Ramadan et les médias révèlent qu'une quatrième femme, américaine, a porté plainte contre lui auprès de la police de Washington. Tariq Ramadan reconnaît avoir entretenu une relation avec la troisième plaignante.
Mediapart et l'hebdomadaire belge Le Vif révèlent en avril 2018 l'existence d'un accord confidentiel conclu en 2015 entre Tariq Ramadan et une femme, Majda Bernoussi,. Toujours en avril 2018, une cinquième plainte est déposée à son encontre pour viol, contrainte sexuelle et séquestration par une Suissesse,. Alors qu'il avait refusé d'exposer sa vie sexuelle aux enquêteurs, il reconnaît devant les juges d'instruction avoir eu cinq liaisons extraconjugales. Il nie cependant avoir exercé la moindre violence sur ses amantes, et soutient que sa célébrité et son charme physique lui valent d'être harcelé par des femmes,.
Le 15 novembre 2018, la chambre d'instruction ordonne la mise en liberté sous contrôle judiciaire avec des mesures « classiques » : verser une caution de 300 000 euros, ne pas sortir du territoire français, remettre son passeport suisse, pointer une fois par semaine au commissariat et ne pas entrer en contact avec les plaignantes ou certains témoins. Il reste poursuivi pour viols,.
Le 14 mars 2019, la cour d'appel de Paris rejette la demande de levée des deux mises en examen pour viol déposée par Tariq Ramadan. Désormais installé à Saint-Denis, il assiste, dans cette ville, à une conférence sur les violences faites aux femmes, ce qui suscite une polémique. Le centre Tawhid, « qui gère la principale mosquée de la ville », révèle avoir entamé des démarches afin que le théologien libère les locaux mis à sa disposition, tout en assurant que cette « décision n’est pas liée à [sa] situation ».
À la fin du mois d’août 2019, il est révélé que Tariq Ramadan est visé depuis le mois de mai 2019 par une nouvelle plainte en France pour des faits de viol en réunion qui se seraient déroulés en 2014 au Sofitel de Lyon,. Il s'agit d'une journaliste de radio dénonçant une agression sexuelle qu'elle déclare avoir subie alors que Tariq Ramadan lui accordait un entretien dans sa chambre d'hôtel. Selon Le Monde du 23 janvier 2020, les enquêteurs doutent de la crédibilité de la plaignante, qui ne s'est pas rendue à leur convocation, qui a été précédemment condamnée pour dénonciation calomnieuse, et n'aurait jamais été journaliste.
En juillet 2022, le parquet demande un procès aux assises pour Tariq Ramadan.
En mars 2024, le parquet général demande un procès pour viol pour une seule de ses quatre accusatrices. Dans son réquisitoire le magistrat en charge infirme partiellement l’ordonnance de renvoi de Tariq Ramadan pour les chefs de « viols par violence, contrainte, menace ou surprise au préjudice d’Henda El Ayari, Mounia Rabbouj et Nais Lorain » mais ordonne sa mise en accusation pour les « faits de viols concernant Christelle, la quatrième plaignante ». Cette décision est en contradiction avec celle du parquet de Paris qui avait demandé en juillet 2022 le renvoi de l’islamologue devant les assises pour les quatre affaires. En juin 2024, la cour d’appel de Paris renvoie Tariq Ramadan devant la cour criminelle départementale pour des viols sur trois femmes mais écarte une quatrième plainte.

#### Condamnation en Suisse
En septembre 2018, il est mis en examen pour « viol et contraintes sexuelles » par la justice suisse. La plaignante l'accuse de l'avoir violée à trois reprises et frappée pendant plusieurs heures passées dans une chambre de l’hôtel Mon Repos à Genève, du 28 au 29 octobre 2008. Pendant son procès du 15 au 23 mai 2023, il dénonce un complot. La chroniqueuse Pascale Robert-Diard du Monde relève la rudesse avec laquelle la plaignante a été interrogée par les juges, alors que lui était simplement écouté sans être interrompu ni contredit par le tribunal. Il est acquitté le 23 mai 2023, le tribunal n’ayant « pas été en mesure de se forger une intime conviction au-delà du doute insurmontable ».
En appel, le 28 août 2024, la Cour de justice de Genève annule le jugement du tribunal correctionnel et reconnaît l’islamologue « coupable de viol et de contrainte sexuelle pour la quasi-totalité des faits dénoncés ». Les trois juges retiennent cette fois « que plusieurs témoignages, certificats, notes médicales et avis d'experts privés concordent avec les faits dénoncés par la plaignante », de telle sorte que « les éléments recueillis [ont] emporté la conviction de la chambre quant à la culpabilité du prévenu »,. Il est condamné à une peine de prison de trois ans, dont un an ferme,.

### Condamnation pour le livreDevoir de vérité
En septembre 2019, alors que Tariq Ramadan est sur le point de publier son livre Devoir de vérité, « Christelle », l'une des femmes qui l'accuse de viol, dénonce à la justice que son vrai nom a été mentionné dans l'ouvrage, la loi disposant qu'il est interdit de diffuser « des renseignements concernant l'identité d'une victime d'une agression ou d'une atteinte sexuelles ». Elle réclame l'anonymisation des 84 passages incriminés, ce qui revient de fait à interdire la publication de l'ouvrage à la date prévue du 11 septembre 2019. Le 10 septembre 2019, Tariq Ramadan est condamné à verser un euro symbolique de dommages et intérêts à la plaignante et 2 000 euros pour les frais de justice. La justice autorise cependant la commercialisation de l'ouvrage, considérant que l'identité de la plaignante avait déjà été rendue publique et que cela porterait une « atteinte excessive et disproportionnée à la liberté d’expression »,,.
Lors du procès qui se tient en septembre 2020, Tariq Ramadan est condamné à 3 000 euros d'amende, dont 2 000 avec sursis. De plus, lui et son éditeur doivent payer à Christelle 5 000 euros de dommages et intérêts. Tariq Ramadan fait appel de cette décision de justice,.

## Influences
Selon Ian Hamel, Tariq Ramadan — qui affirme ne pas appartenir à la confrérie des frères musulmans — ne remet en cause son grand-père (fondateur de l'organisation) dans aucun de ses écrits, lui ayant même consacré sa thèse universitaire intitulée Aux sources du renouveau islamique. Dans ce travail, il va même jusqu'à présenter Hassan el-Banna comme une sorte de « Gandhi musulman ». Le même journaliste écrit par ailleurs : « lorsqu'il dirigeait le Foyer culturel musulman de Genève, Tariq Ramadan a baptisé son bulletin Jalons, renvoyant à Jalons sur le chemin de l'islam de l'idéologue Sayyid Qutb, le plus extrémiste des Frères musulmans égyptiens ». Pour l'universitaire Samir Amghar ; « c'est quelqu'un qui peut être considéré comme un néo-Frère musulman autonome », précisant que, malgré le fait qu'il n'en soit pas officiellement membre, il s'inscrit dans une forme de filiation doctrinale frériste. Le Monde diplomatique estime cependant que Tariq Ramadan a pris ses distances avec les Frères musulmans égyptiens et qu'il est dans « la lignée des réformistes islamiques qui ont marqué la fin du XIXe siècle et la première moitié du XXe, fidèle encore à l’ijtihad (effort d’interprétation) ». Pour le sociologue Omero Marongiu-Perria, ex-membre des Frères, « Tariq Ramadan n'a jamais prêté allégeance, mais il n'en a pas besoin, sa filiation suffit ».
Pour Ian Hamel, Tariq Ramadan a été influencé par le déclin de son père, Saïd, qui « eut longtemps un rayonnement considérable dans le monde musulman » mais qu'il n'a jamais connu que comme « un homme seul, meurtri, oublié par ses anciens amis ». Une de ses motivations serait de « reprendre le flambeau qui a échappé des mains de son père ».
Le frère de Tariq, Hani Ramadan, réside à Genève, où il dirige le Centre islamique de Genève. Il s'est fait connaître après avoir publié dans Le Monde un article sur la charia où il dit de la lapidation qu'« elle constitue une punition, mais aussi une forme de purification ». D'après Ian Hamel, « les deux frères ont des approches non seulement dissemblables mais opposées ».
Selon Ian Hamel, une autre personnalité qui a influencé Ramadan est Malcolm X : « un tribun extraordinaire, d’une intelligence vive, jouissant d’une immense popularité, […] capable de se remettre en question [:] un vrai intellectuel [et un rebelle]. Tout ce que Tariq Ramadan aspire à être ».
L'Orient-Le Jour note que « son parcours l'a hissé au rang de superstar de l'islam européen moderne » mais que « malgré sa soif de se « mondialiser », Tariq Ramadan n'a jamais vraiment eu d'écho particulier dans les pays arabes, bien qu'il se rende dans certains d'entre eux, pour donner des conférences. » Samir Amghar note que « Pour le Proche et le Moyen-Orient, son discours impacte peu » et qu'il n'a pas la même notoriété en Grande-Bretagne qu'en France (« en étant de moins en moins présent en France ou en Belgique »). Haoues Seniguer ajoute que « Ramadan est devenu une élite. Avant, il était accessible, toujours prêt à intervenir dans des associations, alors qu'aujourd'hui il facture, sauf exceptions, ses interventions. Il y a une logistique derrière, parce que c'est un nom et qu'il ramène du monde. » Contrairement aux années 1990, où cette personnalité clivante a formé une nouvelle génération de musulmans, « les nouvelles générations ont de plus en plus de mal à se reconnaître en Tariq Ramadan, parce que la mode de la conférence est passée », estime Samir Amghar. La « concurrence dans le champ islamique » a nui à sa notoriété, « de plus en plus de prédicateurs s'exprimant en français, avec la capacité de le concurrencer », conclut Seniguer.

## Idées et prises de position
En 1993, Tariq Ramadan participe à une manifestation de soutien à une lycéenne musulmane en grève de la faim, à Grenoble, avec l'Union des jeunes musulmans, des anciens membres de la marche des beurs déçus de la présidence de François Mitterrand. Il découvre les quartiers délabrés du sud-est de la France, le chômage, le trafic de drogue et la toxicomanie, devenant une personnalité populaire et y fondant sa maison d'édition Tawhid. Alors que la France ne compte pas d'orateur identifié pour parler de ces problèmes, Tariq Ramadan séduit par son charisme, même si certains camarades lui reprochent déjà son esprit rétif à la critique.
Il se fait connaître en France en 1994, après la publication d'un ouvrage intitulé Les musulmans dans la laïcité. « C'est peut-être la seule personnalité religieuse et intellectuelle qui puisse assurer une sorte de fonction tribunitienne auprès d'une large partie des musulmans qui regardent les émissions télévisées dans lesquelles il est invité, et qui soit capable, du point de vue du téléspectateur musulman, de tenir « la dragée haute » à ses contradicteurs », note l'universitaire Samir Amghar. Il émerge donc comme « un homme capable de représenter un islam moderne compatible avec les valeurs européennes », estime L'Orient-Le Jour, ses livres et ses cassettes se vendant bien et Tariq Ramadan apparaissant de plus en plus dans les médias, à la grande satisfaction de son public. Il devient une référence pour de nombreux musulmans,,,, donnant de nombreuses conférences, notamment avec l'UOIF.
L'essayiste Caroline Fourest considère pour sa part que « son public l'écoute et le suit comme un vrai chef de secte ». Selon Michaël Privot, personnalité médiatique belge et militant pour l'islam libéral, les élèves ayant participé aux cours de Tariq Ramadan, bien que ce dernier ne « cesse de s'en défendre », étaient « installés automatiquement dans une position de maître à disciples, renforcée par l'aura médiatique du maître et l'impression que dégageait un certain nombre de participant(e)s de ne pouvoir et ne vouloir exister qu'au travers d'une proximité avec la star communautaire ».
Les prises de position polémiques de Tariq Ramadan, notamment concernant le moratoire sur la lapidation, en ont fait une personnalité controversée à partir de la décennie suivante.
Dans son livre Mon intime conviction, paru en 2009, Tariq Ramadan développe ses différentes idées et positions.
En dépit d'une production littéraire « pléthorique », Tariq Ramadan n'est, selon Ian Hamel, « en aucun cas considéré comme un théologue compétent par les spécialistes de l'islam. Son succès auprès de la communauté musulmane francophone semble davantage découler de sa maîtrise des codes de la communication moderne et de son charisme que d'un apport intellectuel conséquent, contrairement à ce que ses partisans tentent de faire croire. »

### Intégration
Tariq Ramadan avance que son objectif est « de montrer, théoriquement autant que pratiquement, que l'on peut être tout à la fois pleinement musulman et occidental et que, au-delà de nos différences apparentes, nous partageons beaucoup de valeurs à partir desquelles le « vivre ensemble » est possible dans nos sociétés pluralistes, multiculturelles, et où coexistent plusieurs religions. ». Tariq Ramadan affirme qu'« il n'y a rien dans l'islam qui s'oppose à la démocratie »,. Il estime cependant que son message est « difficile à faire entendre en ces temps de débats passionnés, où les voix se confondent et la surdité se généralise ».
Selon le journaliste Christian Makarian, Tariq Ramadan « travaille au cœur de nos banlieues et cherche à tracer un chemin qui permette aux musulmans de pratiquer leur foi et aux Occidentaux de sauvegarder leurs principes ». Selon Caroline Fourest, « les journalistes s’étant contentés de l’interviewer le présentent volontiers comme un intellectuel musulman défendant un islam européen moderne voire moderniste, pouvant permettre de réconcilier les Européens de culture musulmane avec leur identité et leur citoyenneté ».
Le journaliste Éric Rouleau du Monde diplomatique voit dans le livre Les Musulmans d'Occident et l'Avenir de l'islam « un plaidoyer pour l'intégration », où Tariq Ramadan a pour « objectif proclamé de réconcilier l’islam avec la modernité » et invite les musulmans à rejeter toutes formes de « communautarisme ». Selon Tariq Ramadan, la charia détermine « comment être musulman » et demeure valable aujourd'hui, mais elle n'est pas d’essence divine et peut donc s’adapter aux exigences de la vie démocratique, dans le cadre de la sphère privée. Pour Ramadan, le Coran a été écrit en fonction du contexte d'une époque et ne contient que peu de principes immuables : la très grande majorité des versets du Coran sont pour lui « susceptibles d’être interprétés ». D'ailleurs, pour Éric Rouleau, le livre de Tariq Ramadan devrait probablement être interdit dans la plupart des États arabes, faisant preuve d'hérésie quant aux ré-interprétations des livres saints de l’islam. Tariq Ramadan invite tous les musulmans à respecter les lois des pays occidentaux, tout en s'investissant dans des associations de défense des droits de la personne pour lutter contre le racisme et la discrimination.
Tariq Ramadan, lors d'une interview au Point, déclare s'opposer à l'existence d'un parti islamique en France. Pour lui, les musulmans doivent s'intégrer aux différents partis politiques déjà existants.

#### Identité musulmane et laïcité
Il plaide pour que les musulmans vivant en Occident ne se considèrent plus comme des étrangers, ou comme des résidents temporaires mais comme des citoyens à part entière. Selon lui, ce changement de mentalité doit éviter toute aliénation : il réclame le droit d'« être musulman européen » (titre d'un autre de ses livres), demandant aux parents immigrés de ne pas confondre culture et religion. Il écrit dans Les musulmans dans la laïcité : 

« Un musulman, résident ou citoyen, doit se considérer sous l'effet d'un contrat à la fois moral et social avec le pays où il séjourne. En d'autres termes, il se doit d'en respecter les lois. »

Interrogé sur la place de l’islam dans la laïcité, il affirme : « Il n’y a aucun problème avec la laïcité pour l’infinie majorité des musulmans, ce sont quelques groupes qui ont un problème et qui ne la respectent pas. »

D'après un article du Figaro datant de 2011, le discours de Tariq Ramadan sur la laïcité a changé. Dans un premier temps, il pense que la laïcité pose un problème au niveau des pratiques religieuses et doit donc être « ouverte » et « capable de se négocier pour faire une place à l'islam ». Ensuite, l'étude de la loi de 1905 sur la séparation de l'église et de l'état le conduit à penser que « les marges de manœuvres jadis offertes aux catholiques, aux protestants et aux juifs, permettent aujourd'hui aux musulmans de trouver leur voie » : la loi telle qu'elle est offre « toute latitude », sans qu'il soit même besoin de « négocier ». Tariq Ramadan ne réclame donc finalement que l'application de cette loi et déclare : 

« Que dis-je en France à mes auditeurs musulmans ? Vous n'avez pas à être moins vous-même pour être Français. Ne demandez pas à la France de changer mais réclamez-lui d'appliquer ses propres règles avec cohérence. »

En outre, selon Le Monde diplomatique, déjà en 2003 Tariq Ramadan considérait la laïcité comme un « faux problème », dans la mesure où selon lui l’islam, malgré son message globalisant, « distingue le privé du public, le religieux du politique ».
Selon Slate, Ramadan s'appuie sur une vision de la laïcité française qui autorise l’exercice de la liberté de culte sans que celle-ci soit limitée à la sphère privée : elle peut avoir une existence publique.
Dans son livre Peut-on vivre avec l'islam ?, il dit que le musulman ne se définit pas par ses croyances mais par ses pratiques, et que la pratique régulière, et en toute légalité, des rites musulmans en Europe, est à l'origine de tensions sociales parce qu'elle est ressentie comme un refus d'intégration plutôt que le contraire, qui est l'auto-détermination en tant que musulman européen. Il considère que les musulmans devraient être des citoyens actifs, et agir contre l'injustice dans le cadre des différentes associations (syndicats, parents d'élèves, etc.)[réf. nécessaire].
En ce qui concerne les femmes voilées, Ramadan déclare qu'il « est inacceptable d’imposer le port du foulard aux femmes, comme en Iran et Arabie saoudite, comme il est inacceptable de leur imposer de l’enlever ». Pour lui, le fait de porter un foulard tient à la liberté de conscience et « n’a rien en soi de communautaire ».

##### Salafisme
Il déclare en novembre 2003 sur la radio Beur FM : 

« Il y a la tendance réformiste rationaliste et la tendance salafiste au sens où le salafisme essaie de rester fidèle aux fondements. Je suis de cette tendance-là, c'est-à-dire qu'il y a un certain nombre de principes qui sont pour moi fondamentaux, que je ne veux pas trahir en tant que musulman. »

Selon un article de Sahra Mekboul et Arezki Metref paru dans Libération, l'originalité de Tariq Ramadan est d'être à la fois pour l'intégration et l'intégrisme : il préconise aux musulmans de s'intégrer sans abandonner les fondements de leur foi, et il est donc opposé à un islam « libéral ». Les deux auteurs voient aussi une autre innovation dans son discours : faire de la pratique de l'islam non un enfermement dans le fondamentalisme, mais un mouvement de « libération » des musulmans, qu'il décrit comme des opprimés dans le « nouvel ordre du monde ». L'islam prendrait alors le relais des « idéologies progressistes comme le socialisme scientifique ».
Bien qu'il soit moins radical que les salafistes, ses positions sont cependant considérées comme contradictoires, promettant une réforme de l'islam, sans en toucher aux fondamentaux, tenant un discours puritain sur la famille, le mariage ou encore la mixité.

#### Identité nationale
Cette section ne s'appuie pas, ou pas assez, sur des sources secondaires ou tertiaires indépendantes du sujet. Le texte peut contenir des analyses inexactes ou inédites de sources primaires.
Pour l'améliorer, ajoutez-en, ou placez des modèles {{Source secondaire souhaitée}} ou {{Source secondaire nécessaire}} sur les passages mal sourcés. (mai 2023)

Pour Tariq Ramadan, il n'y a pas d'identité nationale : 

« Nous avons des identités multiples et en mouvement, et rien ne s'oppose (religieusement, légalement ou culturellement) à ce qu'une femme ou un homme soit à la fois européen(ne) ou américain(e) et musulman(e). L'islam est bien sûr un et unique sur le plan des principes religieux fondateurs, mais il intègre diversité d'interprétations et pluralité des cultures. Son universalité provient d'ailleurs de cette capacité à intégrer la diversité dans son unicité fondatrice. »

#### Attitude des Occidentaux musulmans
L'Orient-Le Jour note que « Tariq Ramadan s'est mué en monstre médiatique capable de salves verbales mémorables à la télévision face à ses nombreux détracteurs, brandissant son joker fétiche, celui de victime, lorsqu'il se trouve à court d'argument. […] Quiconque s'attaque à sa personne est en pratique automatiquement taxé d'être islamophobe ». Caroline Valentin, auteur d'Une France soumise, qualifie de « tragique » ce recours au concept d'islamophobie par Tariq Ramadan, estimant que « l'islamophobie est une mystification qui vise à réduire au silence tous ceux qui voudraient voir progresser l'islam vers un islam éclairé, un islam réformé, une religion de paix ».

Dans un discours lors de la Rencontre annuelle des musulmans du Nord, Ramadan expose sa conception d'une France de l'islam intégrée à l'ensemble du monde musulman : 

« La France est une culture maintenant musulmane. L'islam est une religion française. La langue française est une langue de l'islam. Vous avez la capacité culturelle de faire que la culture française soit considérée comme une culture musulmane parmi les cultures musulmanes. »

#### Financement des mosquées
Lors d'un entretien dans une radio suisse, Tariq Ramadan est interrogé sur la Mosquée de Genève, qui, selon RTS, est « régulièrement critiquée, et financée en grande partie par l’étranger ». Il déclare alors que « l’islam en Suisse ne doit pas être financé par l’étranger ».

#### Loi sur les signes religieux
Avant le vote de la loi sur les signes religieux dans les écoles publiques françaises, il engage ceux qui le suivent à s'opposer au projet de loi, au nom de l'islamophobie supposée de celle-ci. Dans un texte paru sur Oumma.com, il déclare : 

« La lutte que nous sommes en train d’entamer sera longue et elle exige une vision claire des enjeux globaux présents et futurs. […] il faut se lever aujourd’hui et s’opposer à ce projet de loi discriminatoire et insensé. »

Au moment où ce débat a lieu dans le pays, est organisée une rencontre télévisée entre lui et le ministre de l'Intérieur de l'époque, Nicolas Sarkozy, lors de l'émission 100 minutes pour convaincre. Sur le thème du voile islamique à l'école, lorsque Nicolas Sarkozy lui demande s'il peut demander que les élèves musulmanes portent seulement un signe discret d'appartenance, Tariq Ramadan répond : « elles peuvent enlever le voile ». Alors que Sarkozy le coupe en demandant « on peut, ou on doit ? », Ramadan répond que le point de vue de Nicolas Sarkozy « ne correspond pas à la loi de 1905 », ni à l'arrêt du Conseil d'État de 1989.

#### Mariage mixte
Tariq Ramadan distingue deux dimensions au mariage : le mariage entre deux personnes de religions différentes et l’union de deux cultures différentes.
Concernant la dimension religieuse, il rappelle les règles coraniques : le musulman peut se marier avec une juive ou une chrétienne, mais la musulmane ne peut se marier qu'avec un musulman. Cependant, il rappelle qu'il ne faut pas frapper d’ostracisme une femme musulmane mariée avec un non-musulman : « elles sont et demeurent musulmanes et il n’y a lieu ni de les condamner ni de les juger ».
Quant à l’union de deux cultures différentes, Tariq Ramadan met en avant la difficulté de construire un couple à travers des cultures différentes et appelle à la prudence et au discernement, mais il ajoute que « chacun est en droit de faire librement ses choix et ceux-ci doivent être respectés. »

#### Châtiments corporels, lapidation
Dans Frère Tariq (2004), Caroline Fourest accuse Tariq Ramadan de ne pas condamner la lapidation. Au contraire, pour le journal Le Temps, il est clair que Tariq Ramadan « condamne personnellement la lapidation, la peine de mort et les autres châtiments corporels ». De même, Le Courrier estime que Ramadan « se montre clairement opposé à ces pratiques », mais ajoute que, selon Tariq Ramadan, il est inutile de poser des ultimatums aux musulmans ou de les « condamner sur-le-champ », car Ramadan estime que « la réflexion et l'évolution des mentalités ne sont possibles qu'à partir de dynamiques endogènes aux sociétés ».

Ramadan lance en 2005 un « appel international à un moratoire sur les châtiments corporels, la lapidation et la peine de mort dans le monde musulman ». Il affirme que cette mesure « aurait le double avantage de faire cesser immédiatement ces pratiques au nom même de l'exigence de justice de l'islam et d'entamer une réflexion de fond ». Il ajoute : 

« Lorsque nous appelons à un moratoire sur les châtiments corporels, la lapidation et la peine de mort, des voix se font entendre en Occident affirmant : « C'est inacceptable, ce n'est pas assez ! ». D'autres, dans le monde musulman, s'exclament : « C'est inacceptable, c'est une trahison de nos références ! ». À mi-chemin entre ces deux attitudes, l'appel au moratoire est une directe et nécessaire interpellation à l'adresse du monde musulman à partir de ses propres références (et de l'intérieur) parce que nous sommes convaincus que la réflexion et l'évolution des mentalités ne sont possibles qu'à partir de dynamiques endogènes aux sociétés. »

En 2009, il défend à nouveau sa position en faveur du moratoire, déclarant : « Les pays musulmans prennent [les] textes très au sérieux […] il ne suffit pas de condamner pour faire avancer les choses […]. Il faut ouvrir le débat et trouver une pédagogie […]. Ma position est l'arrêt total des châtiments corporels ».

#### Bikini
Dans son livre Les Grands Péchés, il conseille aux musulmans d'éviter les piscines mixtes, afin de ne pas avoir à regarder les femmes en bikini.

### Questions internationales

#### Conflit israélo-palestinien
Pour résoudre le conflit israélo-palestinien, Tariq Ramadan s'est déclaré en faveur d'« un seul État, dans lequel tout le monde vit ».
Tariq Ramadan considère que le Hamas ne devrait pas être qualifié d'organisation terroriste par l'Union européenne. Au printemps 2009, il signe la pétition de la Belge Nadine Rosa-Rosso intitulée Appel pour le retrait du Hamas de la liste européenne des organisations terroristes,.

#### Terrorisme islamiste
Réagissant à l'enlèvement des lycéennes de Chibok (2014) par les djihadistes de Boko Haram, Tariq Ramadan le condamne, avant de pointer la responsabilité de l'Occident, coupable de ne réagir qu'« à des exactions de cette nature sur le plan émotif » encourageant les terroristes à agir ainsi. Marianne estime alors qu'il s'agit d'« une dialectique largement en vogue dans les milieux de la sociologie d’extrême gauche qui nous explique encore aujourd’hui très sérieusement que le terrorisme islamiste n’est que la conséquence du racisme des Occidentaux ».
Il condamne l'attentat de Paris contre Charlie Hebdo en janvier 2015, mais en visant les services de renseignement : « On a entendu hier [que les frères Kouachi] ont oublié leurs cartes d’identité dans la voiture, deux cartes d’identité… d’un côté tant de sophistication, de l’autre tant de stupidité… Nous devons demander qui sont ces gens, nous devons demander comment ils ont été en capacité de faire cela […] Nous devons creuser, aller plus profond, nous devons demander quelles sont leurs connexions, quel est le rôle des services secrets dans toute cette affaire, où sont-ils, comment cela a-t-il pu se passer de cette manière […] nous devons condamner, mais nous ne devons pas être naïfs ». Au sujet du slogan « Je suis Charlie », il déclare : « si Charlie veut dire défendre la liberté d’expression et refuser le meurtre alors je le suis, si Charlie veut dire donner un crédit sans discussion critique sur le type d’humour alors non ».
Il dénonce « l'humour de lâches » de Charlie Hebdo. Par ailleurs, il déclare n'être ni Charlie ni Paris mais « perquisitionnable », faisant référence aux perquisitions et assignations à résidence qui ont après l'attentat visé plusieurs militants.

### Judaïsme
Tariq Ramadan a été accusé d'antisémitisme. Il déclare de son côté que :

« Les musulmans, au nom de leur conscience et de leur foi, se doivent de prendre une position claire en refusant qu'une atmosphère délétère s'installe en France. Rien dans l'islam ne peut légitimer la xénophobie et le rejet d'un être humain par le seul fait de sa religion ou de son appartenance. Ce qu'il faut dire avec force et détermination, c'est que l'antisémitisme est inacceptable et indéfendable. Le message de l'islam impose le respect de la religion et de la spiritualité juives, considérées comme la noble expression des « gens du Livre ». »

Selon un article de Sahra Mekboul et Arezki Metref paru dans Libération, Tariq Ramadan développe une présentation du « nouvel ordre du monde » où les musulmans sont les « opprimés » confrontés à des « oppresseurs », et il s'inspire de l'exemple de « la politique coloniale d'Israël au détriment du peuple palestinien » afin de « mobiliser les jeunes des banlieues » françaises issus de l'immigration et « traumatisés par les conséquences du 11 septembre 2001 ». Selon les deux auteurs, Tariq Ramandan « n'aurait sans doute pas été au centre d'une polémique majeure s'il n'avait été accusé d'antisémitisme ». Pour L'Orient-Le Jour, « s'il s'est toujours défendu d'être antisémite, Tariq Ramadan n'a jamais caché son profond antisionisme, appelant à « un seul État dans lequel tout le monde vit ».

### Homosexualité
Sur l'homosexualité, Tariq Ramadan soutient que les familles musulmanes doivent expliquer aux enfants que ce n'est pas une pratique que l'on peut « normaliser ».
Selon Caroline Fourest, des associations gays et lesbiennes sont inquiètes des « positions pudibondes et homophobes » de Tariq Ramadan. D'après le chercheur Haoues Seniguer, certaines des références théologiques de Tariq Ramadan portent un discours « ouvertement homophobe », à l'instar de Youssef al-Qaradâwî.
Cependant, au sujet des homosexuels, Tariq Ramadan rajoute : « Il ne s’agit pas de développer un discours de rejet, de condamnation, de « ces malades » qui nous entourent. Certains musulmans, savants ou moins savants, parlent de la sorte, et je ne m’associe pas à ce discours ». Et, pour lui, « on peut être en désaccord avec le comportement d'une personne (sur le plan public ou privé) mais respecter la personne en tant qu’être ».

Le 17 avril 2014, dans l'émission Bourdin Direct, Tariq Ramadan déclare : 

« La question de l’homosexualité doit être posée dans des termes de philosophie de vie : je pense que ce n'est pas ce que je considère comme le projet divin, je pense que c’est quelque chose qui va à l’encontre de ma foi. »

### Enseignement
En 1993, il réussit à faire interdire à Genève Le Fanatisme ou Mahomet le Prophète de Voltaire, au motif que la pièce gênerait les « espaces intimes et sacrés ».
En 1994, dans Les Musulmans dans la laïcité, il écrit que « les cours de biologie peuvent contenir des enseignements qui ne sont pas en accord avec les principes de l'islam. Il en est d'ailleurs de même des cours d'histoire et de philosophie ». « La gymnastique n'est pas « interdite en soi » aux jeunes musulmanes. Il faut, dans ce dernier cas, discuter des aménagements possibles qui permettraient que soient respectées les convictions des jeunes filles ». Les professeurs de biologie du collège où il travaille se demandent alors dans Le Journal de Genève s'il est moralement possible, d'un point de vue déontologique, « d'enseigner dans une école tout en dénigrant l'enseignement d'une branche dispensée par une partie de ses collègues ».

## Controverses
Selon Mathieu Magnaudeix, Tariq Ramadan est en France un penseur entouré d'un « halo de soupçon [qui] provoque des polémiques comme nulle part ailleurs. […] Depuis 1995, il est honni par une grande partie de l’establishment français qui le soupçonne de communautarisme et d'islamisme radical ». Il est critiqué par des intellectuels et hommes politiques et organisations de droite comme de gauche. Ses critiques vont de l'extrême-gauche à la droite : Lutte ouvrière, Bernard Cassen (Attac), Max Gallo, Manuel Valls (PS), Alexandre del Valle, Caroline Fourest…
Ramadan est défendu par d'autres personnalités, comme François Burgat ou Pascal Boniface qui estiment qu'il n'est ni sexiste, ni antisémite, ni islamiste. Selon Ian Hamel, Tariq Ramadan est un bouc émissaire des journalistes et politiciens en particulier français : « [i]l est connu. Son nom est facile à retenir, il s’appelle Ramadan comme le ramadan. Il ne dit pas « Oui missié » en baissant la tête lorsqu’il parle aux autres intellectuels français, et surtout il est le petit-fils d’Hassan Al-Banna. (…) Je constate que les Britanniques, mais aussi les Suisses, les Belges, les Hollandais, se montrent nettement plus ouverts que les « intellectuels » français ».
L'ensemble de ces prises de positions date d'avant les révélations sur les abus sexuels dont Tariq Ramadan est accusé à partir de 2017.

### Critique envers les «intellectuels communautaires»
Invité au Forum social européen (FSE) de Paris en 2003, Tariq Ramadan y publie un texte polémique, qui fait naître l'accusation d'antisémitisme portée contre lui. Ce texte, Critiques des (nouveaux) intellectuels communautaires, avait dans un premier temps été envoyé aux quotidiens Le Monde et Libération, qui en avaient refusé la publication.

Ramadan y affirme que plusieurs intellectuels juifs (comme Alexandre Adler, Alain Finkielkraut, Bernard-Henri Lévy, André Glucksmann ou Bernard Kouchner) ne seraient plus des intellectuels universalistes défendant les droits de l'homme universels, mais développeraient des analyses communautaristes, dictées uniquement par le soutien à Israël (« On perçoit clairement que leur positionnement politique répond à des logiques communautaires, en tant que juifs, ou nationalistes, en tant que défenseurs d’Israël »). Ce soutien les aurait amenés à soutenir la guerre d'Irak. Établissant une équivalence entre terrorisme islamiste et politique en Israël, il écrit : 

« S’il faut exiger des intellectuels et acteurs arabes et musulmans qu’ils condamnent, au nom du droit et des valeurs universelles communes, le terrorisme, la violence, l’antisémitisme et les États musulmans dictatoriaux de l’Arabie saoudite au Pakistan ; on n’en doit pas moins attendre des intellectuels juifs qu’ils dénoncent de façon claire la politique répressive de l’État d’Israël. »

Cette dénonciation d'intellectuels, sa forme, la globalisation de ses critiques (Pierre-André Taguieff n'a pas d'origines juives mais dont « tous les amis de la famille étaient des Juifs d'Europe de l’Est, marqués par l'expérience nazie ») et ce qu'il attribue à chacune des personnalités citées lui ont valu des réponses critiques de plusieurs intellectuels et éditorialistes, dont Alain Finkielkraut ou Bernard-Henri Lévy ; Lévy lui reproche notamment de produire des « énoncés antisémites » et invite les mouvements altermondialistes à prendre leurs distances avec lui. André Glucksmann répond dans l'article « Une obsession antisémite ». Toujours dans Le Nouvel Observateur, trois responsables du PS, Manuel Valls, Vincent Peillon et Jean-Luc Mélenchon demandent — en vain — l'exclusion de Tariq Ramadan du Forum social européen.

Dans la polémique, Tariq Ramadan a également trouvé des défenseurs, dont Alain Gresh, Edgar Morin, Sonia Dayan, Raphaël Liogier, José Bové, le journaliste Daniel Mermet, Noël Mamère, Denis Sieffert, directeur de rédaction de l'hebdomadaire Politis, qui reprenait à son compte une partie de ses arguments : 

« Mais que dit Ramadan de si extraordinaire ? Il accuse certains intellectuels « juifs français », ou « nationalistes », « de développer des analyses de plus en plus orientées par un souci communautaire qui tend à relativiser la défense des principes universels d’égalité ou de justice ». Il leur reproche une indignation sélective. Or, c'est un fait que l'on n'a pas souvenir d’avoir beaucoup entendu Finkielkraut, Adler, BHL ou encore Taguieff condamner la politique de répression de Sharon. »

Tariq Ramadan expliquera dans son entretien avec le journaliste Aziz Zemouri que si les journaux Le Monde et Libération ont refusé le texte, les deux journaux n'ont pas invoqué le caractère antisémite.

### Rapports avec la journaliste Caroline Fourest
Caroline Fourest publie en octobre 2004 Frère Tariq dans lequel elle affirme que, dans la vingtaine d'ouvrages écrits par Tariq Ramadan, ainsi que la plupart de ses conférences enregistrées sous forme de cassettes, Ramadan est fondamentalement plus intégriste que réformiste. Caroline Fourest accuse Tariq Ramadan de tenir un discours particulier pour les médias, « expurgé, elliptique, voire trompeur », alors qu'en interne, il tiendrait des propos bien plus engagés. En cela, il est, selon elle, fidèle à la stratégie des frères musulmans : leur fondateur Hassan el-Banna, qui est le grand-père de Tariq Ramadan, recommanderait « à ses partisans de tenir un discours pour l’intérieur et un discours pour l’extérieur ». Caroline Fourest affirme que Tariq Ramadan enseigne la pensée d'Hassan el-Banna, et que ce dernier est pour lui un exemple à suivre, alors qu'elle-même voit en Hassan el-Banna le « fondateur de l’islam totalitaire ». Elle affirme avoir écouté les deux cassettes que consacre Tariq Ramadan à son grand-père sans y trouver la moindre critique à son encontre, et d'après elle Tariq Ramadan est même allé dans un écrit « jusqu’à décrire son grand-père comme un martyr, injustement critiqué : « En Occident, on le connaît surtout par ce qu’en ont dit ses ennemis politiques et particulièrement les colonisateurs anglais et les militants sionistes ».
Selon Caroline Fourest, Tariq Ramadan « n’est pas séparatiste, au sens où il invite bien les musulmans d’Europe à se sentir fiers d’être à la fois européens et musulmans pour mieux s’engager comme citoyens et faire avancer la société qui les entoure vers « plus d’islam » ». Une demande de non-mixité hommes-femmes dans les piscines serait un exemple de progression vers l'islam. Pour Caroline Fourest, Tariq Ramadan est un fondamentaliste.
Ramadan a répondu que Caroline Fourest interprétait librement ses discours en les sortant de leur contexte. Il estime également que son ouvrage à son sujet comporte un certain nombre de contre-vérités. Selon Saphirnews, site d'actualités pour les musulmans, le livre Frère Tariq de Caroline Fourest est « un pamphlet écrit dans le style de la rhétorique salafiste-jihadiste appliquée à l'idéologie de gauche. Le pire dans cette rhétorique est la bonne foi des auteurs. Le tout donne un livre qui en dit plus sur Caroline Fourest que sur Tariq Ramadan ».
En 2005, la journaliste dénonce avec Antoine Sfeir, dans les colonnes du journal Le Monde, un texte de Ramadan — publié peu avant par le même quotidien — et appelant à un moratoire sur la lapidation. Elle l'accuse de contribuer « à donner le sentiment aux musulmans européens (les seuls sur qui il a une emprise) qu'on peut tergiverser pour savoir s'il faut, ou non, lapider des adultères et battre sa femme. »
Plusieurs débats ont opposé par la suite Fourest et Ramadan. Le 28 septembre 2009, dans l'émission On n'est pas couché de Laurent Ruquier, Ramadan met vivement en cause la journaliste, qui lui répond en affirmant qu'il aurait menti cinq fois au cours de cette émission, y compris à son sujet et au sujet de son livre.
Pascal Boniface, soutien de Ramadan, mentionne le désaccord entre Fourest et Ramadan dans son livre Les Intellectuels faussaires, notamment le chapitre « Caroline Fourest, "sérial-menteuse" ». Il critique les arguments donnés par Fourest concernant l'islamisme supposé de Ramadan. Boniface critique par exemple l'hypothèse de Fourest selon laquelle les parents de Ramadan auraient choisi le prénom Tariq en fonction de Tariq ibn Ziyad et que cela aurait un rapport avec les idées politiques de Tariq Ramadan.

### Son «double discours»
Pour La Croix, Tariq Ramadan est « la personnalité à la fois la plus en vue et la plus controversée du monde musulman francophone » : d'un côté, plusieurs de ses soutiens voient en lui une possibilité de « réconciliation entre islam et modernité », de l'autre, il suscite une réaction hostile. Des journalistes et essayistes estiment qu'il joue un double jeu, poli et consensuel devant les caméras, mais en réalité porteur « d’un islam politique dangereux pour le pluralisme et la démocratie en Europe ». Il se voit reprocher de prôner à la fois la stricte observance du Coran et des hadîths et, par ailleurs, de prétendre concilier l'appartenance musulmane avec le mode de vie et les lois laïcs des sociétés européennes,,. Les journalistes Caroline Fourest, Antoine Sfeir ou Mohamed Sifaoui lui reprochent également de tenir un « double langage ». Le journal Le Monde, dans un édito de 2017, décrit Tariq Ramadan comme étant un « « islamologue » autoproclamé, habile et médiatique, jouant en français les bons apôtres et en arabe les prédicateurs de combat. »

#### Exemples
En 2002, le politologue et journaliste Antoine Sfeir écrit dans une revue lyonnaise que Ramadan est un islamiste dangereux, militant contre l'intégration, un « fondamentaliste charmeur » et un « spécialiste du double langage ». Ramadan le poursuit en diffamation. Le tribunal en première instance et en appel relaxe le journaliste au bénéfice de la bonne foi.

En 2003, la philosophe Cynthia Fleury et l'essayiste Emmanuel Lemieux dénoncent ce qu'ils appellent « l'entrisme » de Ramadan dans un long article de Libération : 

« Pour déconstruire la « spiritualité » de Tariq Ramadan, il faut rappeler qu'il désire qu'elle fasse « autorité » sur la société ; que son « espace de témoignage » n'a rien d'un lieu de débats entre non-musulmans et musulmans, mais tout d'une islamisation de l'Occident, véritable nom de l'occidentalisation de l'islam,. »

En 2005, Paul Landau analyse le discours de Ramadan et notamment les concepts de « réformisme islamique » et celui de « shahada » (témoignage), « concept clé du discours de Ramadan ».

En 2010, Pierre-André Taguieff voit en Ramadan un homme au « double visage » et relève ces propos diffusés par cassette audio : 

« La crainte pour les musulmans en Occident, c'est que les musulmans répondent à l'Occident et ne répondent pas à Dieu. Or il faut répondre à Dieu et ce sera notre réponse à l'Occident. »

À propos de l'attentat de Paris contre Charlie Hebdo en janvier 2015, le quotidien genevois Le Temps accuse l'islamologue de traiter Charlie Hebdo sur les radios étrangères « comme un journal de lâcheté et de faire de l'argent sur l'islam », alors qu'en France paradoxalement, il prône l'apaisement en déclarant à propos des caricatures du même journal : 

« Même si notre cœur est blessé, notre intelligence doit avoir la dignité de ne pas répondre et de regarder au-delà. »

« Christelle », une des femmes qui porte plainte contre Tariq Ramadan dans une affaire de viol début 2018, affirme également que le prédicateur lui a enseigné la manière de « mentir aux kouffars » (les non-croyants) avec la taqîya pour ne pas éveiller les soupçons. Il lui aurait notamment prêché qu'il fallait que le programme scolaire des filles diffère de celui des garçons et qu'il fallait créer une police des mœurs (hisba) pour punir ceux qui transgressent ou attaquent la doctrine islamique. Contrairement à ce que Tariq Ramadan affirme dans les médias, il aurait publiquement nié toute proximité avec les polémistes accusés d'antisémitisme Alain Soral et Dieudonné car « les gens ne sont pas prêts encore, pas assez éclairés. Cela pourrait porter préjudice à mon travail pour la cause. Plus tard. Je garde mes distances avec eux. Mais va voir le site de Soral, c'est le seul qui ose dire les choses sur le lobby sioniste. Il ouvre les yeux sur l'emprise que les sionistes ont sur la France », entre autres considérations sur les Juifs qui dirigeaient tout, qu'il fallait être Juif pour travailler dans les médias, la politique ou le cinéma ou encore qu'ils étaient responsable de la traite négrière.

#### Un seul discours
Pour L'Orient-Le Jour, il semblerait davantage que Tariq Ramadan « n'ait, sur le fond, qu'un seul discours, mais celui d'un militant plutôt que d'un universitaire ». Selon l'universitaire Samir Amghar : « Vous avez affaire à un homme religieux et à un homme politique ».
Selon Ian Hamel, « les pamphlets de 400 pages sur Ramadan ne décrivent jamais une situation précise : lieu, date, heure, contexte, dans lesquels Tariq Ramadan aurait appelé à la lapidation des femmes adultères ou à la guerre contre l’Occident. C’est très clair pour moi, je l’ai dit à la télévision suisse récemment : Tariq Ramadan n’a pas de double discours ». Il évoque plutôt la notion de « grand écart », le prédicateur étant selon lui obligé à d'« acrobatiques contorsions » puisqu'il doit « plaire à la fois à Youssef Al-Qardaoui […] et à la nouvelle « beurgeoisie », ces décideurs de la génération beur ».
Dans Faut-il faire taire Tariq Ramadan ?, Aziz Zemouri explique que Ramadan est confronté à un auditoire varié et du fait de cette diversité (musulmans, non-musulmans, groupes sociaux) ses propos restent inchangés mais son langage et ses références sont adaptés à son public et à ses interlocuteurs. Il explique que certains de ces accusateurs ne s’en tiennent qu’à l’énoncé littéral des sources qu’il donne, sans prendre en compte son avis sur ces mêmes sources.
Stéphane Lacroix, chercheur au Centre de recherches internationales (CERI), adopte une analyse comparable : « Tariq Ramadan a trois publics différents : 1) les musulmans français voire européens et occidentaux 2) le public français non musulman et 3) le public du monde arabe. Ce mélange des genres lui joue parfois des tours, l’obligeant à adapter sa parole sans, à mon sens, que celle-ci ne varie réellement sur le fond ».
Pour l’islamologue François Burgat, « il est stupide de parler de double discours à l'heure des réseaux sociaux et de YouTube quand tout est enregistré ».
Selon Olivier Roy, « Ceux qui parlent de double discours pour Tariq Ramadan ne comprennent rien ! » Il en veut pour preuve que lorsque Tariq Ramadan a été « face à Nicolas Sarkozy, il a dit qu’il ne pouvait pas annuler le texte sur la lapidation pour adultère, mais a appelé à un moratoire, c’est bien la preuve qu’il n’a pas de double discours ! ».
Slate donne un exemple où Tariq Ramadan tiendrait un discours unique, c'est celui de l'organisation de l'islam en France. Ramadan déplore que, selon lui, les politiciens français préfèrent laisser à d'autres pays comme l'Algérie, le Maroc ou l'Arabie saoudite le soin de s'occuper de la formation des imams et du financement des mosquées, ce qui permet à ces pays de garder la main sur « leur population d’origine ou sur le discours de référence ». Il critique donc ce qu'il estime être « un islam littéraliste sous contrôle étranger », et milite pour un islam indépendant des « pays d'origine ». La journaliste de Slate estime que Tariq Ramadan a apporté des réponses aux jeunes musulmans de France qui ont découvert l’islam à travers ses livres, favorisant « un islam adapté à l’Occident, sans fardeau culturel venu d’ailleurs ».
Le journaliste Edwy Plenel déclare qu'il lit et écoute tout ce que dit Ramadan, et ne voit pas d’ambiguïté. Il a aussi discuté avec Tariq Ramadan et estime n'avoir « aucun désaccord sur le fond ». Pour Edwy Plenel, Tariq Ramadan est victime d'une imagerie du type « Ah l’Arabe, il est un peu fourbe. Ah l’arabe, il a un double langage ». Slate estime que Tariq Ramadan, « assimilé à l’Arabe nécessairement fourbe, capable de vous sourire un jour et de vous tuer le lendemain », fait resurgir de la mémoire collective un vieux mythe du double discours datant de la propagande française des années 1950 en Algérie.
Ramadan affirme qu'il n'a pas de « double discours », mais plutôt que ces accusateurs ont une « double audition », qu'ils voient dans l'islam une religion archaïque et violente, et que, par conséquent, ils sont rétifs à la notion d’un islam ouvert. Dans Mon intime conviction, Ramadan répond à ceux qui l'accusent de tenir un double discours :

« Un médiateur est un pont, et un pont n'appartient jamais à une seule rive. Il est toujours un peu trop de « l'autre côté », toujours soupçonné de « double » loyauté. Ainsi, j'étais toujours « un peu trop occidentalisé » pour certains musulmans, et « un peu trop musulman » pour quelques Occidentaux. Des deux côtés de la rivière, le médiateur doit donc prouver sa pleine appartenance. Lorsque la passion et l'émotivité l'emportent et colonisent les débats, l'intervention nuancée, critique et autocritique, devient suspecte, et la nuance est vite perçue comme de l'ambiguïté. Le médiateur se voit l'objet de projections qui sont parfois dues à une longue histoire, à des contentieux et des traumas profonds. Rien n'est simple : vous vous faites des « ennemis » des deux côtés, et l'on vous traite parfois de traître ou de « vendu », voire de manipulateur adepte du « double discours ». »

### Personnalité, compétence et rôle de porte-parole
Selon Houria Abdelouahed, psychanalyste et universitaire, enseignante à l’université Paris Diderot, « Tariq Ramadan est le type même du faux intellectuel qui plaît à l’Occident politique. Il n’est pas un intellectuel mais un prédicateur qui sait jouer de sa séduction ». Elle regrette par exemple qu'il ait pu être invité dans les médias pour parler du voile au lieu de Assia Djebar ou Amin Maalouf. D'après Le Monde, Tariq Ramadan est un « intellectuel respecté au Royaume-Uni », où il « jouit d’un statut très honorable ». Selon le sociologue Samir Amghar, « Ramadan aimerait être adoubé par le champ intellectuel français mais il n’est pas considéré comme un intellectuel ou un académique au sens classique du terme ». Pour Bernard Godard, expert de l'islam en France, « Tariq Ramadan se veut un intellectuel organique de l’islam, ce qui est très difficile en France, même pour un intellectuel qui voudrait se faire reconnaître intellectuel organique du catholicisme ».
Selon Abdelaziz Chaambi, un ancien soutien de Ramadan, ce dernier a été « fabriqué » par les médias, étant invité dans les émissions les plus regardées. Et Said Branine, créateur du site d’information Oumma.com, déclare, après que Tariq Ramadan ait été accusé de viols en 2017 : Tariq Ramadan « ne nous a jamais représentés. Il n’était pas notre porte-parole ». Branine reconnaît néanmoins que Tariq Ramadan a séduit beaucoup de jeunes musulmans français.
Selon le journaliste Ian Hamel, Tariq Ramadan a demandé des chroniques dans les journaux, notamment dans Le Monde, pour réclamer « un moratoire sur l’application de la charia ». Pour cela, il s'est présenté comme « professeur de philosophie et d’islamologie à l’université de Fribourg ». Or, il n’y a été ni professeur, ni même assistant,. Selon L'Express, Tariq Ramadan était « chargé de cours » et enseignait aux étudiants en histoire des religions une « introduction à l'islam ». L'Express a contacté l'université de Fribourg qui a précisé que Tariq Ramadan a assuré cet enseignement de 1997 à 2004, au rythme de deux heures tous les quinze jours, et que ses qualifications étaient les suivantes : « une licence en philosophie (nietzschéenne), la préparation d'une thèse de doctorat et son expérience d'enseignant au collège ». En 2018, un député suisse demande que la lumière soit faite sur le statut de Tariq Ramadan lorsqu'il donnait des cours à l'université de Fribourg. Le 30 avril 2018, le Conseil d'État du canton de Fribourg confirme que Tariq Ramadan n'a jamais eu aucun statut académique à l'université de Fribourg,.

### Thèses complotistes
Plusieurs commentateurs dénoncent ou déplorent que Tariq Ramadan ait colporté à plusieurs reprises des thèses complotistes. Ainsi, selon Michel Danthe, s'il y a « des thèses complotistes brutes de décoffrage [qui] fleurissent […] sur les réseaux sociaux et sont portées par des quidams sans titre de crédibilité à faire valoir [, il] existe [aussi] une version plus soft de ces théories du complot. Une version qui suggère, qui laisse entendre, qui s’interroge en rafales pour laisser ensuite l’imagination des récepteurs faire le reste. […] Cette version plus édulcorée est portée, elle, par des figures publiques nettement plus médiatiques, comme en témoignent les récentes déclarations de Jean-Marie Le Pen et de Tariq Ramadan ».
Rudy Reichstadt, de Conspiracy Watch, s'insurge ainsi de déclarations complotistes de Tariq Ramadan, comme quand il déclare que plusieurs bavures policières seraient le résultat d’une politique d’insécurité « entretenue » de longue date par les pouvoirs publics, que Mohammed Merah aurait été manipulé par les services secrets français, que les slogans antisémites entendus lors de manifestations pro-palestiniennes auraient été tenus par de faux manifestants infiltrés, voire par « des groupuscules étrangers, types LDJ », etc. Il tient également des propos ambigus au sujet des attentats du 11 septembre 2001. Le lendemain d'un attentat islamiste à Londres le 24 mai 2013, il tweete par ailleurs : « Un urgent besoin d'enquêtes indépendantes pour tous les actes terroristes. Les Renseignements doivent être questionnés. Tant de zones d'ombre ». À propos des attentats de janvier 2015, il suggère que les services secrets français, américains ou israéliens, n'y seraient pas étrangers. Pour Caroline Fourest, « cela fait depuis 1993 que Tariq Ramadan joue à ça (brandir le complot) », dans un contexte où certains musulmans européens adhèrent à la facilité des théories complotistes, celles-ci étant répandues dans le monde arabe.
Alain Léauthier dénonce également l'attitude de Tariq Ramadan qui, de manière précautionneuse, en vertu de « légitimes questions », « feint de s’étonner » de la présence des djihadistes dans le Sahel, se questionnant sur qui pourraient les avoir « encouragés et orientés » à s'installer là-bas, accusant la France ou les États-Unis d'avoir un « usage utile des terroristes ».
Pascal Boniface prend la défense de Tariq Ramadan. Il estime qu'il ne faut pas confondre des thèses complotistes stupides (comme l'idée que le printemps arabe serait le fait de la CIA) avec une réflexion légitime sur le « storytelling » des différentes puissances (comme pour les armes de destruction massive irakiennes, ou quand on s'interroge sur la stratégie que les États-Unis mettent en place pour contrôler le Moyen-Orient). Il voit un côté unidirectionnel chez ceux qui dénoncent des « théories du complot », qui s'en prennent toujours à ceux qui s'interrogent sur les puissants. Il critique dans ce contexte Caroline Fourest qui s'attaque à Tariq Ramadan ainsi qu'à lui, mais qui n'a jamais dénoncé la théorie du complot contre Charles Enderlin accusé d'avoir mis en scène la mort de Mohammed al-Dura.

### Soupçons de lien avec le terrorisme islamiste
En 1995, dans le contexte des attentats commis par le Groupe islamique armé (GIA), le ministre de l’intérieur, Charles Pasqua, lance une interdiction de séjour à son encontre mais celle-ci est finalement levée par la justice. Il est possible qu'il ait été confondu avec son frère, Hani Ramadan, lequel, dans une tribune publiée par Le Monde, avait justifié l'application de la charia et la lapidation des femmes. Cependant, l'essayiste Caroline Fourest note que « pendant les années noires en Algérie, Tariq Ramadan a tenu des conférences où l'on soutenait le FIS et même le GIA ».
En août 2004, le gouvernement fédéral des États-Unis annule le visa de travail de Tariq Ramadan (obtenu trois mois plus tôt) sans fournir d'explication, arguant que le Patriot Act autorise les États-Unis à prendre des mesures en cas de soupçon d'activité terroriste[réf. nécessaire]. D'après Mediapart, ce refus s'explique par « un don de 1 336 dollars à une association humanitaire proche du Hamas palestinien ». Le 17 juillet 2009, une cour d'appel de Manhattan estime que les accusations portées à son encontre sont non-fondées. Le 20 janvier 2010, le département d'État des États-Unis prend la décision, dans un document signé par la secrétaire d'État, Hillary Clinton, de ne plus considérer comme recevables les raisons qui empêchaient Tariq Ramadan d’entrer aux États-Unis.
Dans un entretien accordé le 28 septembre 2014 à la Radio télévision suisse, Tariq Ramadan condamne l'État islamique. Pour lui, la première des choses à faire est de ne pas assimiler l'État islamique à l'islam ; il pense que « le Qatar ou l'Arabie saoudite financent surtout des groupements salafistes qui sont en amont de ce qui peut par la suite entraîner la dérive vers la violence ».

### Conflit avec la ville et l'université de Rotterdam
En 2007, l’université de Leyde des Pays-Bas lui propose d'occuper la chaire d’islamologie financée par le sultanat d'Oman. Tariq Ramadan refuse ce poste, mais la même année, il est recruté comme consultant sur les questions d'intégration par la mairie de Rotterdam et comme professeur invité par l'université de cette ville.
Son poste à la mairie est menacé une première fois, en avril 2009, lorsqu'un média néerlandais lui attribue des propos homophobes et sexistes. Son contrat de conseiller de la municipalité de Rotterdam, chargé de « stimuler » le débat sur l'immigration, est au cœur d'une vive polémique qui entraîne une scission au sein de la coalition qui gouverne la ville. Ses propos au sujet des homosexuels et des femmes, son rôle réel dans la communauté musulmane et ses conceptions quant à la place de l'islam dans les sociétés européennes sont au cœur de cette polémique.
Mais après enquête, la mairie de Rotterdam lui renouvelle sa confiance, considérant que les propos rapportés par Gay Krant sont inexacts, incomplets et sortis de leur contexte.
En août 2009, les deux institutions (la mairie et l'université) le renvoient en raison de sa participation aux programmes de Press TV, une chaîne de télévision financée par le régime iranien. Ramadan, en réponse, accuse ses détracteurs de se servir de son cas à des fins électoralistes. Un certain nombre de fonctionnaires de l’Université Erasmus protestent contre la façon dont l’université unit ses forces avec la municipalité de Rotterdam pour renvoyer Tariq Ramadan : selon eux il s’agit d’une atteinte à la liberté académique. Dans un communiqué cosigné par plusieurs professeurs et chercheurs, il est dit que « l'université doit représenter le raisonnement objectif même lorsque les émotions sont vives. Un débat s’impose et non un licenciement » affirmant que « Ramadan est un homme qui croit dans un débat ouvert et constructif en toutes circonstances » et rappelant que « le programme [mis en cause] ne fait aucune propagande en faveur du régime d’Ahmadinejad ; Ramadan a d’ailleurs condamné la politique de répression de ce gouvernement,,. »
Le 11 août 2010, le tribunal de Rotterdam statue et estime que le licenciement de Tariq Ramadan est conforme : l'intéressé n'était pas fondé à réclamer des dommages et intérêts pour la mise en cause de son honneur et de sa réputation tout en considérant que la ville avait pu, à juste titre, invoquer « l'agitation sociale » résultant de l'affaire, sans qu'il faille considérer les propos comme offensants. Tariq Ramadan, en réponse, reproche au tribunal de ne pas avoir pris en compte ses arguments (la promptitude de son licenciement, dû au climat populiste de l'époque alors qu’il était absent, la non prise en compte de la nature de l’émission, ainsi que de ses critiques à l’égard du régime iranien, et, donc, de son indépendance vis-à-vis de ce dernier), il accuse clairement le tribunal d'avoir pris une décision tendancieuse motivée par « un climat politique malsain », ainsi que par le fait qu'il est musulman, et annonce qu'il fera appel de cette décision.
Le 8 novembre 2012, le tribunal de Rotterdam donne raison à Tariq Ramadan, et statue que l’université avait agi en contrevenant à ses droits. Cette dernière devra, non seulement couvrir les frais de justice mais également l’indemniser pour les dommages subis. Le 19 mars 2013, le Tribunal de La Haye donne également raison à Tariq Ramadan contre la Ville de Rotterdam et demande à la Municipalité de l'indemniser pour les dommages subis.

### Controverse sur sa demande de nationalité française
Après avoir longtemps exclu de solliciter l'acquisition de la nationalité française pour ne « pas donner le sentiment [qu'il avait] quelque ambition » en France, il annonce sa volonté de la demander en février 2016, afin de « donner un exemple concret et positif d'adhésion aux valeurs de la République », dans le contexte du projet de réforme sur la déchéance de la nationalité qu'il qualifie de « désastre constitutionnel ».
Certains éditorialistes y voient une provocation. Le Premier ministre Manuel Valls répond en mai 2016 affirmant qu'il n'y a « aucune raison » pour que cette démarche soit acceptée, estimant que Ramadan ne partage pas les « valeurs » de la République.

### Opposition à la tenue de ses conférences
En 2016, plusieurs maires ou associations s'opposent à sa venue pour des conférences. Ainsi, le PS, à Orléans, le 13 mars, Michel Thooris, à Nice, le 20 mars, et Alain Juppé, le 27 mars, à Bordeaux, qui déclare : « les propos de Tariq Ramadan sont ambigus et dangereux. Il n'est pas le bienvenu à Bordeaux »,,.
En mars 2016, un juge administratif est saisi pour la première fois, par le Front national, sur la tenue d'une de ses conférences, qu'il autorise en rejetant le risque de trouble à l'ordre public.
Le 16 juillet 2016, Tariq Ramadan s'est vu refuser l'entrée sur le territoire mauritanien lors de son arrivée à l'aéroport international de Nouakchott-Oumtounsy. Il avait été invité pour donner des conférences dans le pays. Ramadan a affirmé que la décision est venue directement de la présidence et que c'est la huitième fois qu'il se voit refuser l'entrée d’« un pays dit musulman »,.

### Slam«anticolonialiste»
En avril 2021, il chante un slam « anticolonialiste », Qu'est-ce que vous croyez ?, qu'il dédie à « ceux qui ont subi la colonisation ». Il y fait notamment référence à la théorie du grand remplacement et lance aux sociétés occidentales : « Soit vous partagez, soit on se servira ». Pour le journaliste Mohamed Sifaoui, il s’agit d'une chanson qui cherche à « séduire les islamo-gauchistes »,.

## Patrimoine et revenus
Dans le cadre de sa mise en examen pour plusieurs viols, Tariq Ramadan indique aux juges d’instruction être propriétaire d’une maison dans le quartier de Wembley, à Londres, et de deux appartements en France, un à Paris sur la butte Montmartre et l’autre à Saint Denis. Il reçoit par ailleurs 150 000 euros de rémunération annuelle. En revanche, Tariq Ramadan réfute les informations de Tracfin d’une rémunération par la Fondation du Qatar de 35 000 euros mensuels. Selon Ramadan, ce montant doit être divisé par 2,5. Enfin, il reçoit des droits d’auteur pour ses ouvrages (58 000 euros perçus en 2017 selon lui),.

## Distinctions
- Nommé en 2000 comme l'un des sept innovateurs religieux du XXIe siècle par Time Magazine (États-Unis)[227]
- Élu comme l'une des 100 personnes les plus influentes du monde en 2004 par Time Magazine (États-Unis)[228]
- Nommé parmi les 100 intellectuels les plus influents du monde (Global Thinkers) en 2006, 2008, 2009, 2010, 2012, 2013 et 2014 (51e) (selon les lecteurs de Foreign Policy USA et Prospect Magazine UK)
- Récompensé d'une étoile de distinction dans le Publishers Weekly pour What I believe (traduction en anglais de  Mon intime conviction)[réf. souhaitée]

## Ouvrages
- Levez-vous, Éd. Albouraq, décembre 2023, 40 p.  (ISBN 979-1022512121)
- Traversées, Victor Le Brun Editions, août 2023, 96 p.  (ISBN 979-1022512473)
- Voiles, Victor Le Brun Editions, mai 2023, 96 p.  (ISBN 1096394480)
- Tous les courages, Éd. Albouraq, janvier 2022, 50 p.  (ISBN 1022506218)
- Devoir de vérité, Éd. Presses Chatelet, septembre 2019, 288 p.  (ISBN 2845927959)
- L'Urgence et l'essentiel, avec Edgar Morin, Don Quichotte[229], octobre 2017 (ISBN 978-2359495591)
- Le Génie de l'islam, Presses du Châtelet, janvier 2016 (ISBN 2845926316)
- Être occidental et musulman aujourd’hui, Presses du Châtelet, septembre 2015 (ISBN 2845924186)
- Au péril des idées, avec Edgar Morin
- Introduction à l'éthique islamique, Presses du Châtelet, avril 2015 (ISBN 9782845926073)
- L'Islam et le Réveil arabe, Éd. Presses du Châtelet, novembre 2011 (ISBN 9782845923294)
- Mon intime conviction, Paris, Presses du Châtelet, octobre 2009, 183 p. (ISBN 978-2-84592-290-7)
- L'Autre en nous pour une philosophie du pluralisme, Éd. Presses du Châtelet, avril 2009, 278 p.  (ISBN 2845922825)
- Islam, la réforme radicale, éthique et libération, Éd. Presses du Châtelet, oct. 2008, 417 p.  (ISBN 9782845922662)
- Muhammad, Vie du Prophète, Éd. Presses du Châtelet, oct. 2008, 382 p.  (ISBN 2845922019)
- Mondialisation Résistances musulmanes, Éd. Tawhid, novembre 2003, 153 p.  (ISBN 2848620161)
- Les Musulmans d'occident et l'Avenir de l'islam, Éd. Sindbad, janvier 2003, 383 p.  (ISBN 2742740058)
- Jihâd, violence, guerre et paix en Islam, Questions Contemporaines no 5, Éd. Tawhid, décembre 2002, 79 p.  (ISBN 284862048X)
- Dar ash-shahada : L'Occident, espace du témoignage, Questions Contemporaines no 4, Éd. Tawhid, septembre 2002 (2e éd. juin 2004), 79 p.  (ISBN 2848620471)
- La Foi, la Voie et la Résistance, Questions Contemporaines no 3, Éd. Tawhid, septembre 2002 (2e éd. juin 2004), 79 p.  (ISBN 2848620463)
- Musulmans d'Occident : Construire et Contribuer, Questions Contemporaines no 2, Éd. Tawhid, septembre 2002 (2e éd. juin 2004), 69 p.  (ISBN 2848620455)
- De l'Islam, Éd. Tawhid, septembre 2002 (ISBN 2909087808)
- Aux sources du renouveau musulman - D'al-Afghâni à Hassan al-Bannâ, un siècle de réformisme islamique, Éd. Tawhid, septembre 2002, 478 p.  (ISBN 2909087972)
- Entre l'Homme et son cœur…, Éd. Tawhid, septembre 2001 (2e éd. janvier 2005), 112 p.  (ISBN 2909087670)
- Islam : le face à face des civilisations - Quel projet pour quelle modernité ?, Éd. Tawhid, septembre 2001 (2e éd. janvier 2005), 385 p.  (ISBN 2848620498)
- L'Islam en questions, Éd. Actes Sud, oct. 2000, 231 p.  (ISBN 2742737626)
- Ouvrage collectif, La Spiritualité, un défi pour notre société - Convictions en dialogue et responsabilités communes, Éd. Tawhid & Réveil Publications, septembre 2000, 97 p.  (ISBN 9782909087597)
- L’Islam et les Musulmans, grandeur et décadence, Éd. Al Bouraq, avril 2000, 100 p.  (ISBN 284161008X)
- avec Jacques Neirynck, Peut-on vivre avec l'islam ? Le choc de la religion musulmane et des sociétés laïques et chrétiennes, Éd. Favre, avril 2000 (2e éd. mars 2004), 263 p.  (ISBN 2828907848)
- Être musulman européen : Étude des sources islamiques à la lumière du contexte européen, Éd. Tawhid, septembre 1999 (ISBN 2909087433)
- Les Musulmans dans la laïcité : Responsabilités et droits des Musulmans dans les sociétés occidentales, Éd. Tawhid, 1994 (2e éd. septembre 1998), 217 p.  (ISBN 2909087379)
- Postface et annexes (avec Thierry Meyssan) de Yasser Arafat, intime d'Isabel Pisano, éditions Demi-lune, 2009  (ISBN 9782917112069)
- Ouvrage collectif, Le Coran : Nouvelle traduction française du sens de ses versets, Éd. Tawhid, novembre 2006, 760 p.  (ISBN 2848620854)
- Traduction Le Saint Coran - Chapitre Amma avec la traduction en langue française du sens de ses versets (par Tariq Ramadan) et la translittération phonétique en caractères latins, Éd. Tawhid, septembre 2003 (ISBN 284862003X)
- Yusuf Islam (trad. T. Ramadan), La Vie du dernier prophète, Éd. Tawhid, septembre 1999 (ISBN 2909087492)
- (en) The Messenger, Éd. A.Lane  (ISBN 0713999608)
- (en) Western Muslims And the Future of Islam, Éd. Oxford University Press, États-Unis  (ISBN 0195183568)
- (en) Islam, the West, and Challenges of Modernity, Éd. Islamic Foundation  (ISBN 0860373118)
- (en) To Be a European Muslim, Éd. Islamic Foundation  (ISBN 0860373002)
- (en) Muslims in France, Éd. Islamic Foundation  (ISBN 0860372995)
- (en) In the Footsteps of the Prophet: Lessons from the Life of Muhammad, Éd. Oxford University Press, États-Unis  (ISBN 0195308808)
- (es) Reformismo Musulman, El - Desde Sus Origenes, Éd. Bellaterra  (ISBN 8472901459)